# Thalfang
Thalfang là một đô thị ở huyện Bernkastel-Wittlich, trong bang Rheinland-Pfalz, Đức. Đô thị này tọa lạc ở dãy núi Hunsrück, cự ly khoảng 25 km về phía đông nam của Wittlich and 25 km về phía đông Trier.
Thalfang là thủ phủ của Verbandsgemeinde ("đô thị hợp tác") Thalfang am Erbeskopf.